# Тузлуков, Борис Дмитриевич
Бори́с Дми́триевич Тузлу́ков (18 мая 1909, Курск — 3 октября 1974, Москва) — советский театральный художник; заслуженный деятель искусств РСФСР (1955).

## Биография
Родился 18 (5) мая 1909 года в Курске в семье железнодорожника. В детстве и юности организовывал самодеятельные театры, придумывал декорации и костюмы, писал стихи. Общее образование получил в 38-й школе Московско-Курско-Воронежской железной дороги, которую окончил в 1928 году. Также учился в студии живописи и рисунка в Курском клубе железнодорожников. 
В Москве — с 1931 года, благодаря земляку, студенту Государственного института кинематографии, посещал лекции, занимался живописью, живя на случайные заработки. Затем устроился на Станции художественного воспитания детей в Бауманском районе.
В 1935 году С. В. Образцов пригласил его художником в Центральный театр кукол. Вдвоём они создавали стилистику театра. В 1936—1970 годах он был главным художником этого театра. Всего за время работы в нём оформил 24 спектакля, также создавал афиши для спектаклей. 
В 1944—1949 годах был преподавателем курсов режиссёров и художников кукольных театров. Главный художник мультипликационного фильма «Небесное созданье» (1956). Автор пьесы-пародии «Мой, только мой!», поставленной в 1958 году в Центральном театре кукол.
С 1937 года Тузлуков участвовал в выставках, в том числе и зарубежных — в Бельгии, Италии, Канаде, Франции, Чехословакии и Японии, представляя своих кукол и эскизы декораций. Некоторые его работы находятся в музеях России и за рубежом.
Скончался 3 октября 1974 года в Москве. Похоронен на Донском кладбище рядом с женой (участок № 1).

### Семья
Жена — Наталья Васильевна Кирсанова (1912—1986), художник, автор рисунков тканей, ковров, гобеленов.

## Избранные театральные работы
- 1937 — «Кот в сапогах» Г. Владычиной
- 1940 — «Волшебная лампа Аладдина» Н. Гернет
- 1943 — «Король-олень» К. Гоцци
- 1945 — «Маугли» Н. Гернет
- 1948 — «Краса ненаглядная» Е. Сперанского
- 1955 — «Илья Муромец» В. Курдюмова
- 1958 — «Мой, только мой!» по собственной пьесе
- 1961 — «Божественная комедия» И. Штока
- 1964 — «И-го-го!» Е. Сперанского
- 1968 — «Ноев ковчег» И. Штока[6]

## Почётные звания
- заслуженный деятель искусств РСФСР (1955)[1].